# آرني سفينسون
آرني سفينسون هو لاعب كرة قدم آيسلندي في مركز الوسط، ولد في 12 فبراير 1956 في آيسلندا. شارك مع منتخب آيسلندا تحت 19 سنة لكرة القدم ومنتخب آيسلندا لكرة القدم. أما مع النوادي، فقد لعب مع ابروتاباندلاج أكرانيس وستيارنان ونادي إكسلسيور.

## وصلات خارجية
- آرني سفينسون على موقع قاعدة بيانات كرة القدم.إي يو (الإنجليزية)
- آرني سفينسون على موقع ناشيونال فوتبول تيمز (الإنجليزية)